# 鶏頭の十四五本もありぬべし
「鶏頭の十四五本もありぬべし」（けいとうのじゅうしごほんもありぬべし）は、正岡子規の俳句。1900年9月に子規庵で行われた句会で出された句であり、新聞『日本』同年11月10日号に掲載、同年『俳句稿』に収録された。
季語はニワトリの頭ではない方の鶏頭（秋）。「鶏頭が十四、五本もあるに違いない」ほどの意味で、一般に「病に臥せていた子規が病床から庭先の鶏頭を詠んだ句だ」と考えられている。
元来評価の分かれている句であり、昭和20年代にはこの句の評価をめぐって鶏頭論争と言われる論争が起こり、以後も現代に至るまで俳人や歌人、文学者の間でしばしば論議の対象となっている。

## 成立

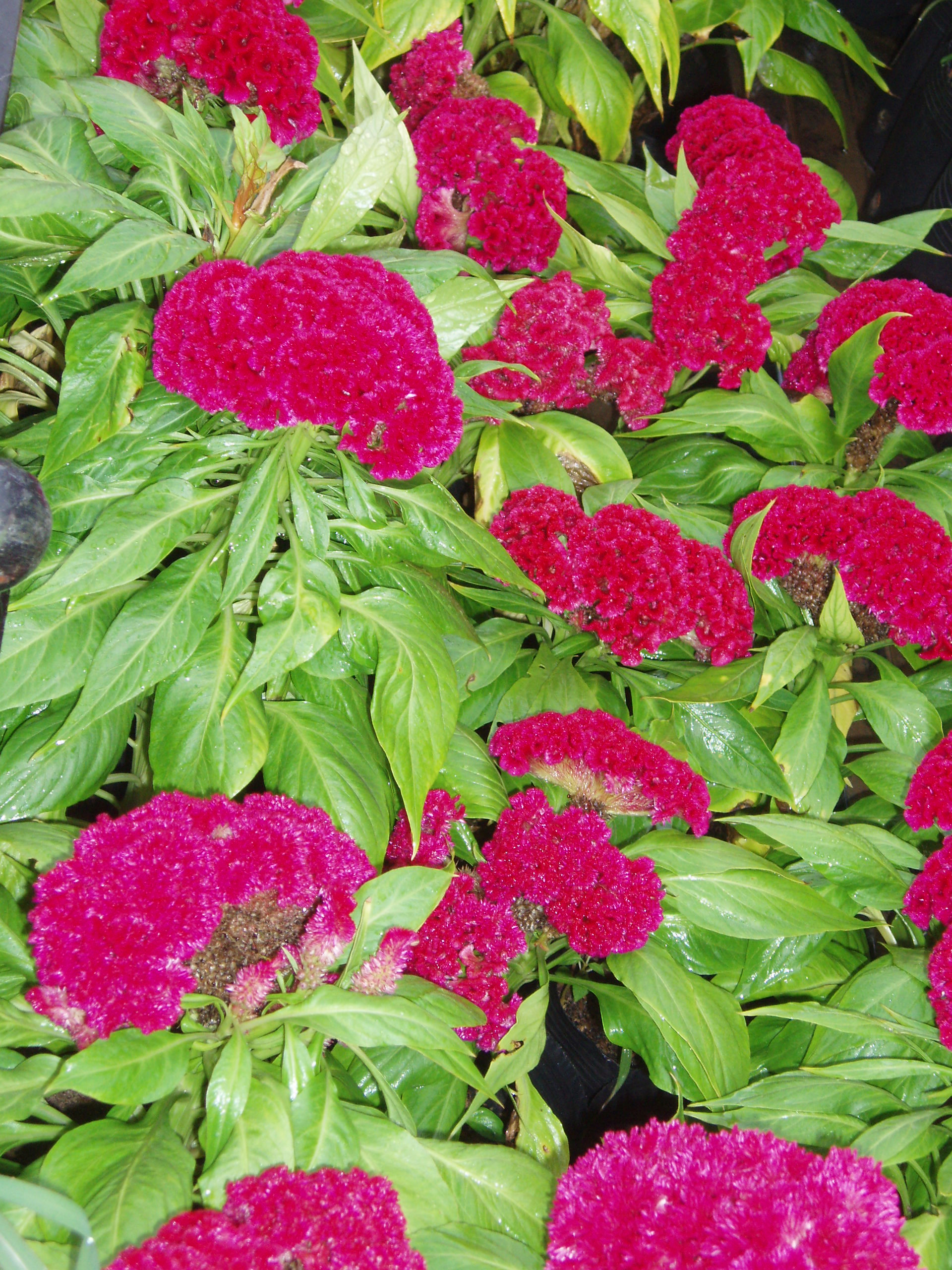
ケイトウ

この句はまず1900年9月9日、子規庵で高濱虚子などを含む計19名で行われた句会に出された。子規の病床で行われた例会は次回の10月14日を最後に行われておらず、以後も死去の年である1902年の2月上旬に一度行っただけなので、これが子規の生涯で最後から三番目の句会ということになる。当日の句会では、まず第一回の運座にて一題一句で十題が出され、「娼妓廃業」「芋」「祝入学」「椎の実」「筆筒」「つくつく法師」などの題が出されたが、体調のためかあるいは興が乗らなかったのか、この運座では子規は「筆筒」の題に「筆筒に拙く彫りし石榴哉」一句を投じたきりであった。
つづく第二回の運座では一題十句で「鶏頭」の題が出された。子規庵の庭には中村不折から贈られたりした鶏頭が十数本実際に植えられており、嘱目吟（実際に景を目にしながら作句すること）でもあったと考えられる。子規はこのとき「堀低き田舎の家や葉鶏頭」「萩刈て鶏頭の庭となりにけり」「鶏頭の十四五本もありぬべし」「朝貌の枯れし垣根や葉鶏頭」「鶏頭の花にとまりしばつたかな」「鶏頭や二度の野分に恙なし」など計9句を提出している。いずれも写実的な句であるが、「十四五本も」の句のみ例外的に観念臭がある。選では「十四五本も」の句は特に支持を集めておらず、参加者のうち稲青、鳴球の二人が点を入れたのみである。高濱虚子は子規の句の中では「鶏頭や」の句を選んでおり、当日虚子が「天」（最上の句）としたのは三子の「葉鶏頭（かまつか）の根本を蟻のゆきゝ哉」であった。
この2ヵ月後、「十四五本も」の句は「庭前」の前書き付きで『日本』11月10日号に掲載された。特に必要ないと思われる前書きをつけたのは、難しくとらず写実的な句として読んで欲しいという作者の思いからだと思われる。

## 評価

### 論争前史
前述のように、句会ではこの句は子規を除く18人の参加者のうちわずか二名が点を入れたのみであり、子規の俳句仲間の間ではほとんど評価されなかった。子規の没後の1909年には高濱虚子、河東碧梧桐によって『子規句集』（俳書堂）が編まれたが、その中にもこの句は選ばれていない。最初にこの句に注目したのは歌人たちであり、まず長塚節が斎藤茂吉に対して「この句がわかる俳人は今は居まい」と語ったという（斎藤茂吉「長塚節氏を思う」）。その後斎藤はこの句を、子規の写生が万葉の時代の純真素朴にまで届いた「芭蕉も蕪村も追随を許さぬ」ほどの傑作として『童馬漫語』（1919年）『正岡子規』（1931年）などで喧伝し、この句が『子規句集』に選ばれなかったことに対して強い不満を示した。しかしその後も虚子は1941年の『子規句集』（岩波文庫）においても「選むところのものは私の見て佳句とするものの外、子規の生活、行動、好尚、其頃の時相を知るに足るもの、併（ならび）に或事によって記念すべき句等」としているにもかかわらずこの句を入集させず、「驚くべき頑迷な拒否」を示した。

### 鶏頭論争
こうしたことを背景に、戦後いちはやくこの句を取り上げて否定したのが俳人の志摩芳次郎であった。志摩は「子規俳句の非時代性」（「氷原帯」1949年11月）において、この句が単なる報告をしているに過ぎず、たとえば「花見客十四五人は居りぬべし」などのようにいくらでも同種の句が作れるし、それらとの間に優劣の差が見られないとした。また斎藤玄も「鶏頭」を「枯菊」などに、「十四五本」を「七八本」に置き換えうるのではないかという意見を出している。これらに対して山口誓子は、鶏頭を句のように捉えたときに子規は「自己の”生の深処”に触れたのである」（『俳句の復活』1949年）として句の価値を強調し、また西東三鬼も山口の論を踏まえつつ、病で弱っている作者と、鶏頭という「無骨で強健」な存在が十四五本も群立しているという力強いイメージとの対比に句の価値を見出して志摩への反論を行っている（「鶏頭の十四五本もありぬべし」「天狼」1950年1月）。このように俳壇内で意見が割れた結果、『俳句研究』では俳人22名にこの句についてアンケートを取る「鶏頭問答」なる企画も行われた（同誌1950年8月）。
その後、評論家の山本健吉は「鶏頭論争終結」（1951年）において当時の論争を概括し、まずこの句が単純素朴な即興の詩であり、だからこそ「的確な鶏頭の把握がある」として評価。そして誓子、三鬼の擁護意見が「病者の論理を前提に置きすぎている」としつつ、「十四五本」を「七八本」に変え得るとした斎藤の説に対して現実の鶏頭と作品の世界の鶏頭とを混同していると批判して、言葉の効果のうえで明らかに前者が優れていると指摘、その上でこの句が子規の「鮮やかな心象風景」を示していると改めて高く評価し論争を締めくくった。

### 論争以後
以後しばらく山本の論に匹敵するような論説は現れなかったが、1976年になって歌人の大岡信が「鶏頭の十四五本も」（『子規・虚子』所収）において新説を提示した。大岡はまず子規がこの句を作る前年に加わった「根岸草蘆記事」という、子規庵を題にした写生文の競作に注目する。この中で子規は自邸の「燃えるような鶏頭」を熱心に称えており、そしてこの鶏頭が霜のためか一斉に枯れてしまったときには「恋人に死なれたら、こんな心地がするであらうか」と思うほど残念がったことを記している。また同じ「根岸草蘆記事」の碧梧桐の作は鶏頭を擬人化してその視点で語る文章であったが、そこに「今年の夏から自分らの眷属十四五本が一処に」云々という部分もあった。つまりこの句は一年前の「根岸草蘆記事」の思い出に当てて、眼前にはない去年の鶏頭を思い出して作られたものであり、当日の句会の中では唯一の「根岸草蘆記事」の参加者であった虚子を意識して出されたものだというのである。大岡はまた句の中の「ぬべし」という、完了および強意の「ぬ」に推量の「べし」が結びついた語法が客観写生の語法とは言えず、「現在ただいまの景を詠む語法としては異様」として上の説の傍証としている。
また正岡子規の研究者でもある俳人の坪内稔典は鶏頭の「赤」に着目し、子規のそれまでのいくつもの随筆から「赤」の色に対する子規の愛着を指摘し、その「赤」が前述の誓子の言う「生の深処」に重なると論じた（「鶏頭の句」『正岡子規』所収、1976年）。しかし林桂は、大岡の説については「ぬべし」が「現在に対する語法としては異様」だという説に根拠がなく、辞書の用例等から考えてむしろ過去に向けて使うものとする考えのほうが異様であること、また坪内の論についてはそもそも子規邸の鶏頭が黄の種でもありえたこと等をそれぞれ指摘し反論を行っている（「鶏頭論」「未定」1979年-1980年）。
近年では前述の坪内が「鶏頭の句は駄作」（「船団」2009年3月）において、子規という作者の人生を読み込まなければ「語るに足らない駄作」であると明言し、「もし句会にもういちど作者の名を消して出したとしても末期の存在感のようなものは感じ取れないだろう」と書いている。これに対し高山れおなは「子規の人生とセットにすることでそこに感動が生まれるならセットにしておけばよいではありませんか」と評し、またそもそもこの句が投じられた句会ではほかにも子規は鶏頭の句を出しているのだから、この句だけが選ばれ議論されているのは何故なのかということこそ考えねばならないという趣旨の批判を行った。またこのやりとりに関して山口優夢は、むしろ鶏頭というものに対して「十四五本」という、それまでにない言い表し方がぴったり合っていたということが、この句が残った理由であり句の核心ではないか、という見方も示している。